# Watts Needle
Watts Needle är en bergstopp i Antarktis. Den ligger i Östantarktis. Storbritannien gör anspråk på området. Toppen på Watts Needle är 1 450 meter över havet, eller 207 meter över den omgivande terrängen. Bredden vid basen är 2,0 km.
Terrängen runt Watts Needle är platt åt sydväst, men åt nordost är den kuperad. Trakten är obefolkad. Det finns inga samhällen i närheten. 